# Odozana
Odozana é um gênero de traça pertencente à família Arctiidae.